# ブレス (緑黄色社会の曲)
「ブレス」は、日本のポップ・ロック・バンドである緑黄色社会の楽曲。2022年7月4日にエピックレコードジャパンから配信限定シングルとして発売された。作詞は長屋晴子、作曲はpeppeで、結成10周年を記念した楽曲となっている。オリコン週間デジタルシングル（単曲）ランキングでは最高位17位、Billboard Japan Download Songsでは最高位22位を記録。

## 背景・リリース
緑黄色社会は、2011年に高校の軽音学部で編成。オリジナルの楽曲の制作を始めた時期に当時のベーシストが脱退し、これを受けて小林壱誓が幼馴染みである穴見真吾を誘う。2012年7月4日にバンドに加入した穴見とともに初めてライブを開催し、後にこの日が緑黄色社会の結成記念日として定められた。
2022年7月2日、バンド結成10周年記念日となる同月4日に「ブレス」を配信リリースすることを発表。配信開始日に穴見は、「ブレス」について聴く人それぞれで捉え方が変わるような曲とし、僕は未だにこの曲を理解しようとしている段階ですが、自分でも気づかないような感情に気づかされるような、凄みのある曲だと思いますとコメントしている。
2023年5月17日に発売された4枚目のフルアルバム『pink blue』には収録されず、「アーユーレディー」以来のアルバム未収録曲となった。

## レコーディング
レコーディングは各楽器ごとに行なわれた。楽器のレコーディングが行なわれてから1週間後には歌入れが予定されていたが、この時点で歌詞が完成しておらず、この日の作業は長屋が予め録音した歌詞のないメロディを合わせて、曲全体の雰囲気をつかんで終了となった。レコーディングには、山下あすかがパーカッション、Juny-aがソプラノサックスで参加している。
歌詞は、予定より2週間遅れて書き上げられた。歌詞の最後の部分は当初「その間には心があるんだ」となっていた。歌入れを聴いていた小林は、途中にある「その間には何があるんだろう」という問いかけに対して、最後に答えを出すべきかに引っかかり、「「何があるんだろう」のまま終わった方が曲が美しいのではないか」と思い、その旨を音楽ディレクターに伝えた。その後相談の末、歌詞を「その間には何があるんだろう」で終わることに決定した。

## ミュージック・ビデオ
「ブレス」のミュージック・ビデオは、2022年8月5日に公開された。ミュージック・ビデオは、時に戸惑い閉塞感のある日常から「踏み出すまでの一歩」を描いた作品になっている。監督は安藤隼人が務め、宮永あずさと重野滉人が出演している。

## 評価
音楽情報サイト『POPSCENE』は、「ブレス」についてあえてブレスを意識し、緊張感に満ちたAメロの歌声。序盤から長屋のポテンシャルを感じる。時に自嘲するように、時に執着するように出てくる＜人＞というワード。生きることへの葛藤や苦しみに嘆くだけでなく、藻掻きながらも光を目指そうとする主人公の心情をバスドラが力強く後押しし、曲全体をポジティブにしてくれる。美しいピアノの音色は優しく響き、レコーディングに参加したJuny-a氏のソプラノサックスも存在感を放っていると評している。

## 演奏披露
緑黄色社会は、2022年7月17日に「NUMBER SHOT 2022」に出演し、1曲目に「ブレス」を演奏。これがライブ初披露となった。ライブでは、長屋がイントロなど一部のキーボードのパートを演奏している。
2022年7月18日にNHKワールド JAPANで放送された『SONGS OF TOKYO』第34回「世界が聞くべきニッポンの歌姫」でも披露された。

## シングル収録曲
| #         | タイトル   | 作詞      | 作曲      | 編曲                         | 時間 |
| --------- | ---------- | --------- | --------- | ---------------------------- | ---- |
| 1.        | 「ブレス」 | 長屋晴子  | peppe     | Naoki Itai 緑黄色社会 [ 18 ] | 4:24 |
| 合計時間: | 合計時間:  | 合計時間: | 合計時間: | 合計時間:                    | 4:24 |

## クレジット
緑黄色社会
- 長屋晴子 – Vocal
- 小林壱誓 – Guitar
- peppe – Keyboard
- 穴見真吾 – Bass

外部ミュージシャン
- 山下あすか – Percussion
- Juny-a – Soprano Sax

レコーディング・スタッフ
- 村上宣之 – Mixing

## チャート成績
| チャート (2022年)                      | 最高位 |
| -------------------------------------- | ------ |
| Japan Download Songs (Billboard JAPAN) | 22     |
| 日本 (オリコンデジタルシングル)        | 17     |